# Gödör Lajos
Gödör Lajos / (gödörházi Gödör Lajos)   (Uraiújfalu, 1800.   – Vadosfa, 1822. március 20.) evangélikus tanító, költő.

## Élete
Uraiújfaluban született, ahol apja, Gödör György evangélikus lelkész volt. A Pozsonyi Evangélikus Líceum diákja volt, ahol 1817-ben vezetésével alakult a magyar diáktársaság. Iskolái befejezése után Vadosfán segédtanító.
Versei a Szépliteratúrai Ajándékban jelentek meg.